# Bajutsu
Bajutsu (马术?) É uma forma japonesa de hipismo militar. A exigência de proficiência em equitação e montado espada de combate, a arte também incluídos ensinamentos sobre o cuidado e manutenção dos cavalos.Os cavalos foram treinados para ignorar choques repentinos, e para avançar na carga, desviando no último segundo para permitir que o condutor para chutar com seus aríete-como estribos. [Estes estribos}(shitanaga Abumi) foram projetados para permitir que o piloto ficar em pé e fotografar facilmente a partir da sela.
As cargas de cavalaria eram possíveis pelo desenvolvimento de técnicas de lança de cavalo no século XIV, suplantando os estilos de arco e flecha montados que já havia denominado acusações foram usadas com grande efeito pelo clã Takeda, que introduziu a táctica durante os meados e final do século XVI, mas após a batalha de Nagashino, foram utilizados apenas em conjunto com manouevres infantaria.